# Stromness (Orkney-szigetek)
Stromness Orkney második legjelentősebb települése. A Mainland délnyugati csúcsán, Kirkwalltól 26 km-re nyugatra fekszik.

## Földrajz
A település a Hamnavoe nevű öböl partján, a Brinkie's Brae sziklás vonulata alatt terül el.

## Történelem
Stromness Kirkwallnál fiatalabb; virágkorát a 17-18. században élte, az újvilági kereskedelem fellendülésének következtében. Az angol-francia háborúk miatt a La Manche veszélyessé vált, így a hajók inkább Skóciát északról megkerülve közlekedtek, ahol Stromness volt az egyik megállóhelyük. A Hudson-öböl Társaság és a bálnavadászflották hajói rendszeres látogatóknak számítottak, és legénységet is toboroztak itt.

## Közlekedés
Stromness kikötője a skóciai Scrabsterből Orkneyra tartó kompok első kikötője. A települést Kirkwallhoz hasonlóan egyetlen főutca fűzi fel, amelyből számos mellékutca, köz, sikátor ágazik ki.

## Külső hivatkozások
- Stromness - The Haven Bay, Orkneyjar (angol)